# 肩斑腔吻鳕
肩斑腔吻鳕（学名：Coelorhynchus maculatus），也称斑腔吻鱈，为长尾鳕科腔吻鳕属的鱼类。分布于菲律宾吕宋岛八打雁和菲律宾南部与印尼马黑拉岛之间海域以及南中国海东部和吕宋岛西南部外海等，属于水深391-545米的底层海鱼。其多栖息于西太平洋热带。该物种的模式产地在菲律宾Maleyan群岛与印尼Halmahera岛之间。屬深海底棲性魚類，深度392-545公尺，棲息在大陸坡底層水域，生活習性不明。
其种加词“maculatus”意为“有斑点、斑块、斑纹的”。